# 蛎鹬
蛎鹬（学名：Haematopus ostralegus，又称为欧亚蛎鹬）又名蠣鷸，为蛎鹬科蛎鹬属的鸟类。该物种的模式产地在波罗的海。牠擁有鮮明的黑白羽毛、長而筆直的橙紅色喙、紅色的眼睛和相對短的暗粉紅色腿。雌雄外觀相似，但雌鳥的喙比雄鳥稍長。
這是最廣泛分布的蠣鴴科鳥類，擁有三個亞種，分布於西歐洲、中部古北界、堪察加半島、中國和朝鮮半島的西海岸。在這一區域內，沒有其他蠣鴴科鳥類出現。

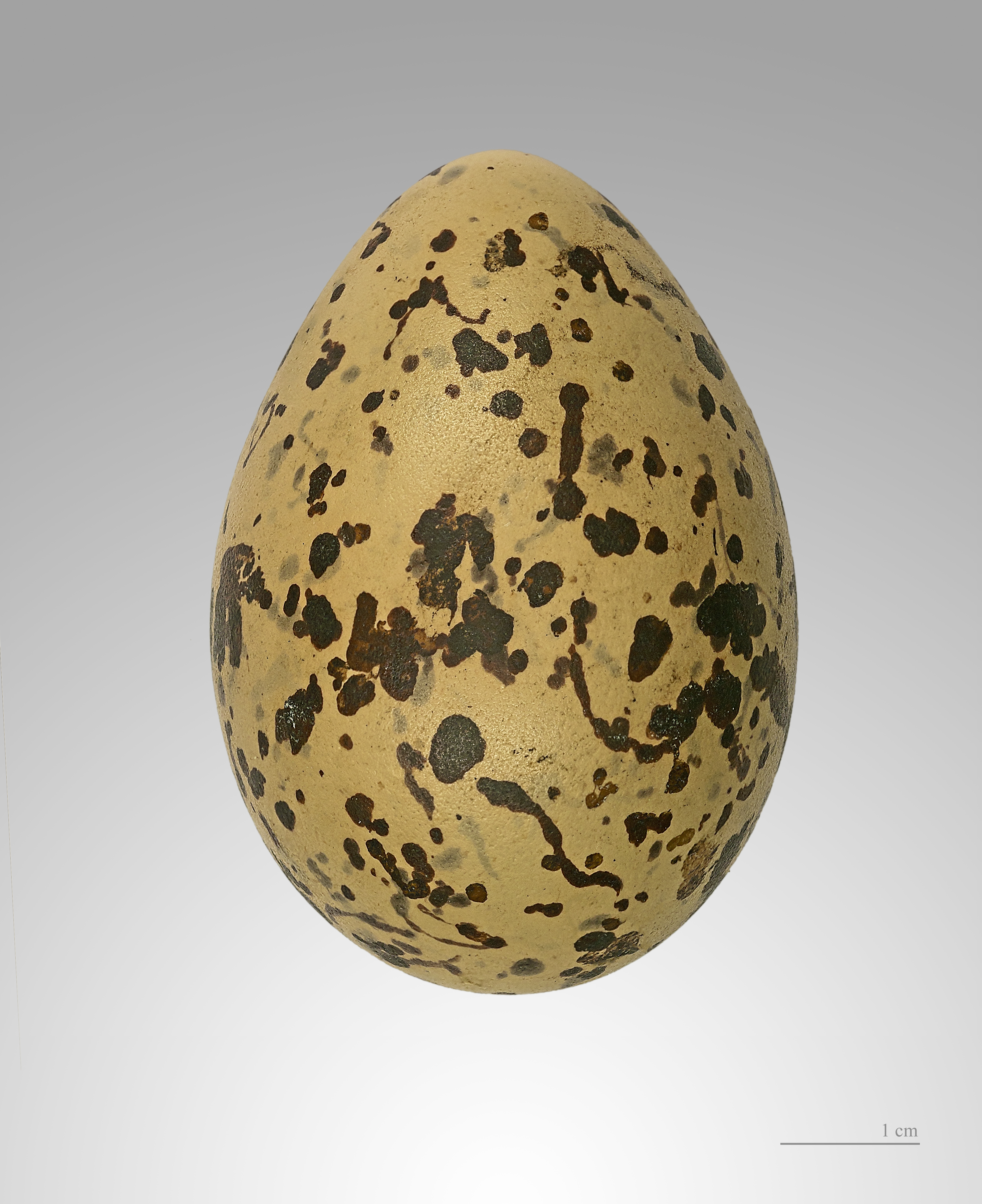
Haematopus ostralegus 蛋 - 土魯斯博物館

## 分類
蠣鴴由瑞典博物學家卡爾·林奈於1758年在其自然系統的自然系統第十版中列出，並使用雙名法命名為Haemotopus ostralegus。 屬名Haematopus結合了古希臘語的haima αἳμα，意為「血」，和pous πούς，意為「足」。種小名ostralegus則結合了拉丁語的ostrea，意為「牡蠣」，和legere，意為「收集」。
「oyster catcher」這個名字由馬克·蓋茨比於1731年首次用作美洲蠣鴴的通用名，描述了牠們以牡蠣為食。 1843年，威廉·亞雷爾將這個名稱確立為首選名稱，取代了舊名sea pie。
目前認可四個亞種：
- H. o. ostralegus 林奈，1758年 – 在冰島至斯堪的納維亞和南歐繁殖，冬季在西非過冬
- H. o. longipes 布圖林，1910年 – 在烏克蘭和土耳其至中俄和西西伯利亞繁殖，冬季在東非過冬
- H. o. buturlini 德門季耶夫，1941年 – 在西哈薩克斯坦至中國西北繁殖，冬季在西南亞和印度過冬
- H. o. osculans 郇和，1871年 – 在堪察加半島、朝鮮半島和中國東北繁殖，冬季在中國東部過冬。在中国大陆，分布于沿海地区。该物种的模式产地在辽宁。[9]

滅絕的加那利群島蠣鴴（Haematopus meadewaldoi），通常被認為是獨立物種，但實際上可能是蠣鴴的一個孤立亞種或獨立族群。

## 描述

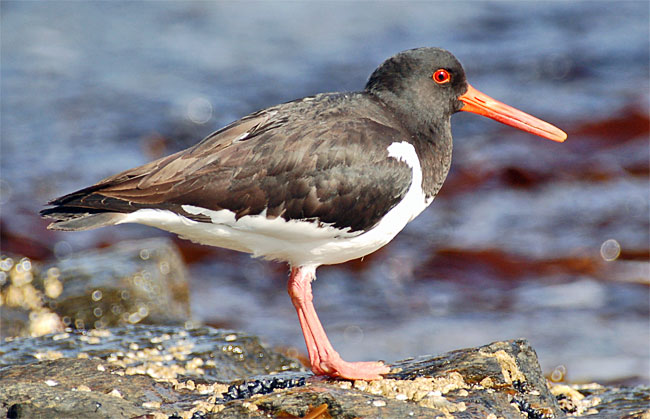
蛎鹬，拍摄子挪威

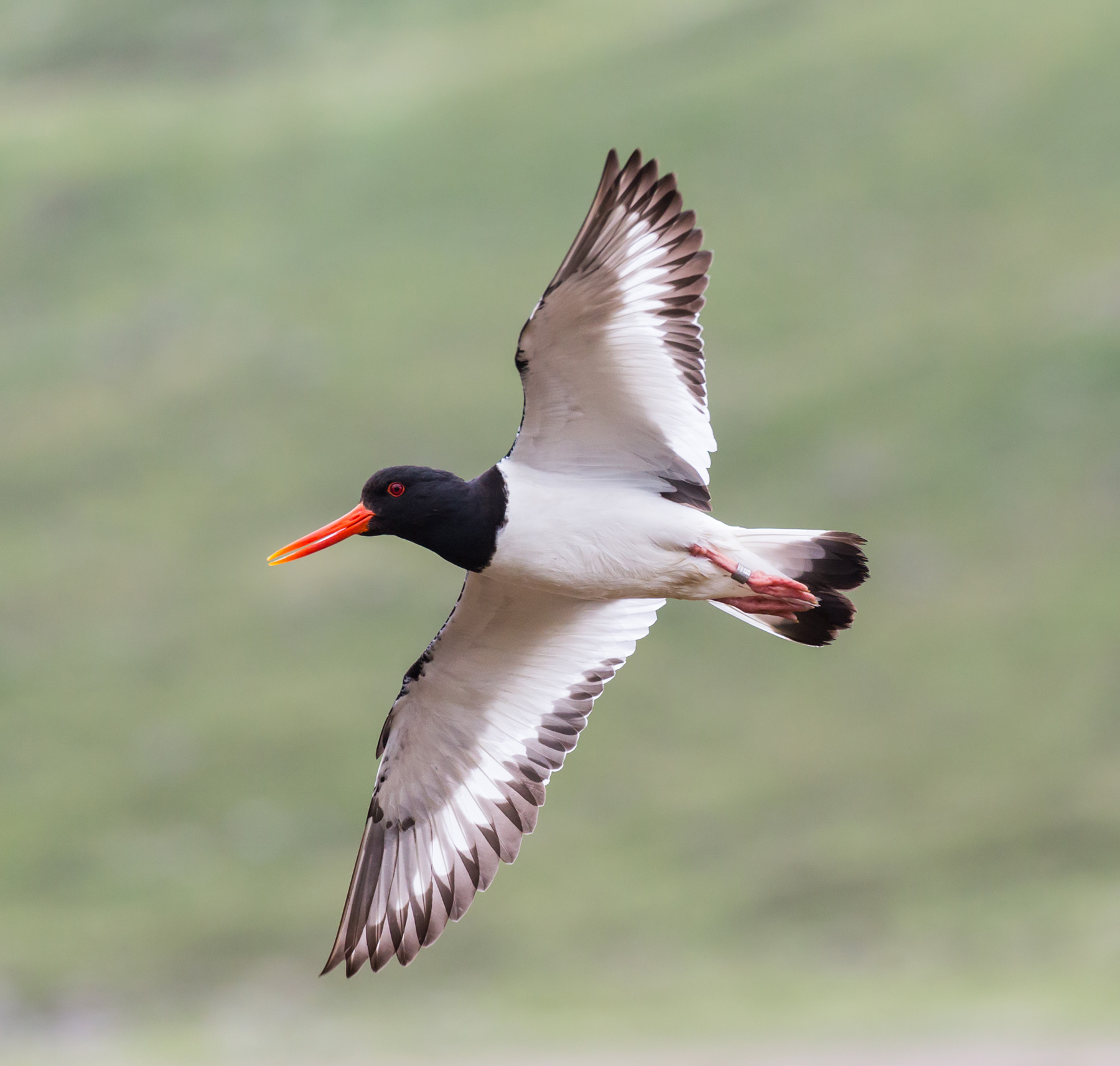
蠣鷸在斯利加坎湖上飛行 斯凱島, 蘇格蘭

蠣鴴是該地區最大的涉禽之一。牠身長40—45 cm（16—18英寸），喙長占8—9 cm（3—31⁄2英寸），翼展80—85 cm（31—33英寸）。 牠是一種顯眼且吵鬧的類鴴鳥，擁有黑白相間的羽毛、粉紅色的腿和一個強壯而寬闊的紅色喙，用於敲開或撬開軟體動物如貽貝，或尋找蚯蚓。 雌雄在羽毛上相似，但雌鳥的喙比雄鳥長。 儘管名字中提到牡蠣，但牡蠣並不是其主要食物來源。這種鳥類仍然名副其實，因為很少有其他涉禽能打開牡蠣。
這種蠣鴴在飛行中是無法誤認的，翅膀和尾部有白色斑塊，其他部分上部為黑色，下部為白色。幼鳥顏色較棕，有白色頸圈和顏色較暗的喙。其叫聲為典型的響亮管鳴。
喙的形狀各異；擁有寬喙尖的蠣鴴通過撬開或敲破貝殼來開啟軟體動物，而尖喙鳥則挖掘蚯蚓。這多半是由於攝食習慣導致的磨損造成的。個別鳥類專門學習某一技術，並從父母那裡學到。 牠們從西向東表現出漸變，亞種longipes具有明顯的棕色上部，鼻溝延伸到喙的一半以上。在亞種ostralegus中，鼻溝在喙的一半處終止。osculans亞種外側2-3枚初級飛羽的軸上沒有白色，外側五枚初級飛羽的外側翅羽也沒有白色。
美洲蠣鴴（Haematopus palliatus）與蠣鴴的區別在於前者有黃色的眼睛和黑褐色而非黑色的背部羽毛。

## 分布與遷徙
蠣鴴在其大部分分布區域內是一種遷徙物種。歐洲種群主要在北歐繁殖，但冬季時這些鳥類可在北非洲和歐洲南部發現。儘管該物種全年在愛爾蘭、大不列顛及相鄰的歐洲海岸存在，仍有遷徙活動：冬季出現在英格蘭西南河口的大群鳥類主要在英格蘭北部或蘇格蘭繁殖。亞洲種群也表現出類似的遷徙行為。這些鳥在非繁殖季節高度群聚。

## 繁殖
蠣鴴的交配系統為一夫一妻制，配對關係通常會持續多年。牠們通常在三到五歲之間首次繁殖。 巢是一個位於海岸或內陸礫石島上的裸露凹地。每次產下二到四顆蛋。蛋的平均尺寸為57 mm × 40 mm（2.2英寸 × 1.6英寸），重量為47 g（1.7 oz）。蛋呈淡黃色，帶有黑褐色斑點和條紋。蛋在最後一顆產下後開始由雙親共同孵化，並在24至27天後同步孵化。幼鳥屬於早熟性鳥類且離巢性。 雙親共同護育幼鳥，牠們在孵化後一到兩天內離巢。 雙親共同餵養幼鳥。每季僅育一窩。 蛋與雛鳥都有高度的隱蔽性。

## 狀態
由於數量龐大且行為容易識別，蠣鴴是一種重要的指標物種，可用於評估其聚集的生態系統的健康狀況。對其在北德國、荷蘭及特別是在英格蘭西南部埃克斯河河口的覓食行為進行了廣泛的長期研究。 這些研究構成了現代行為生態學學科的重要基礎。

## Gallery

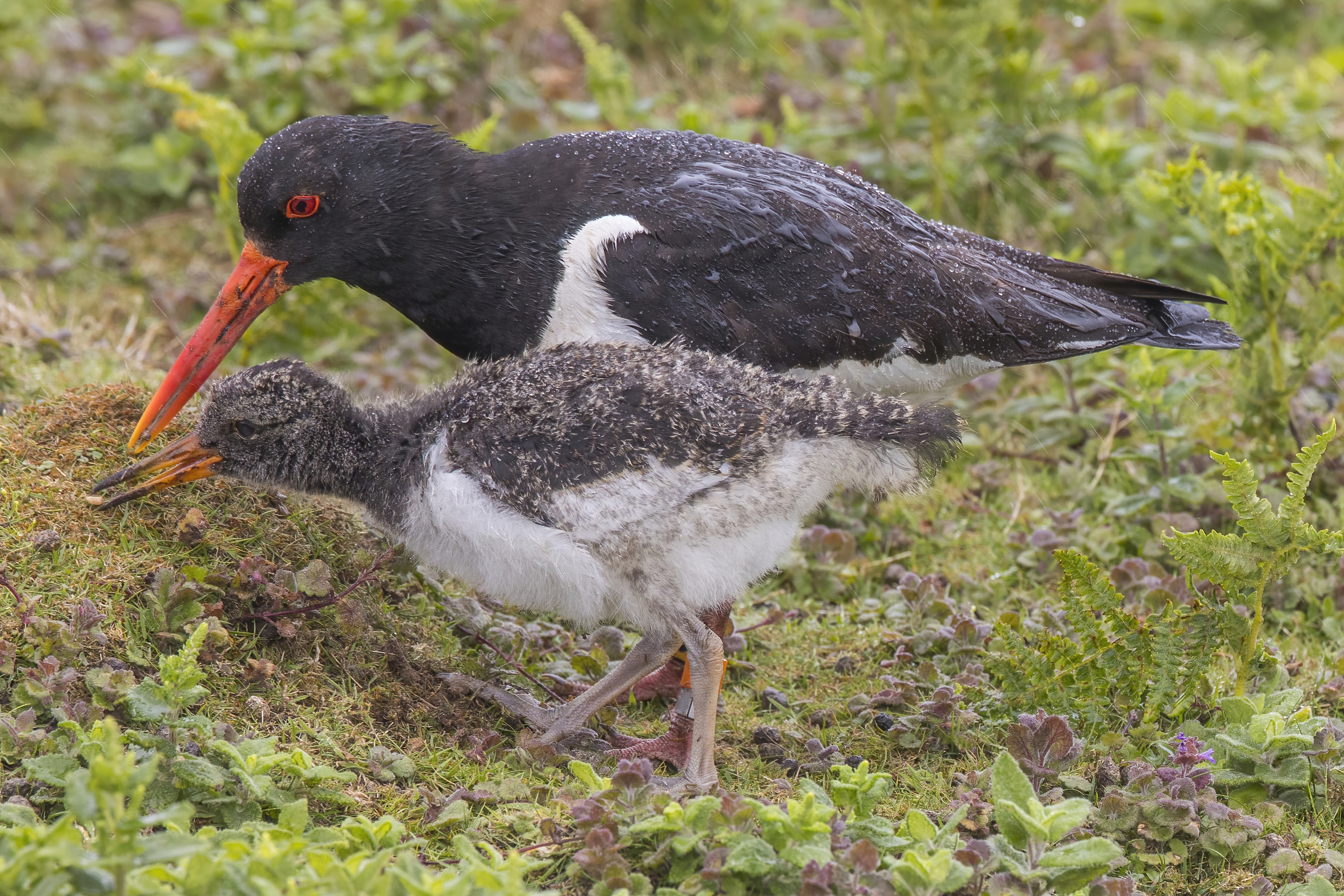
親鳥帶著雛鳥，斯科默島
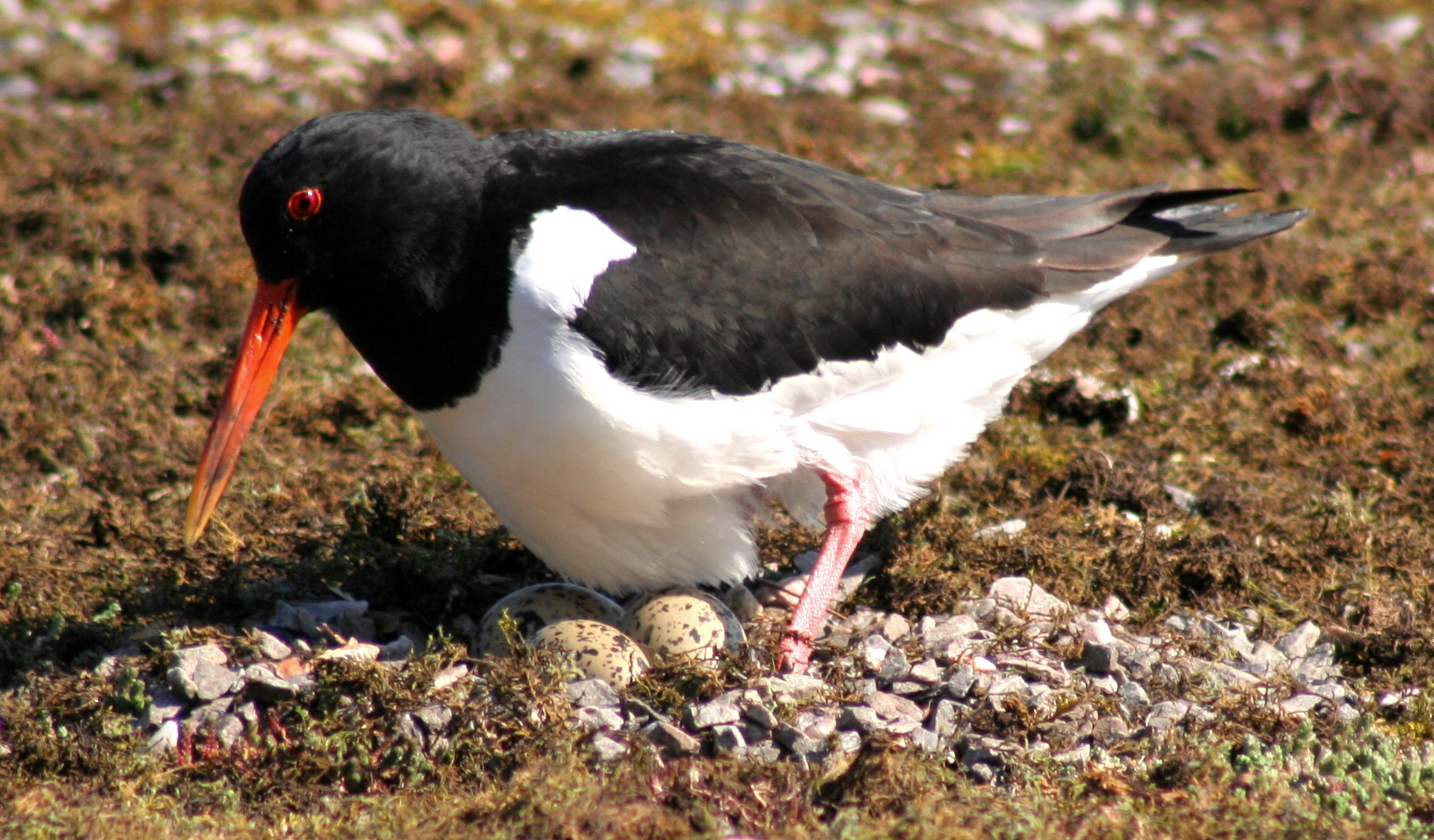
築巢 多諾赫（蘇格蘭）
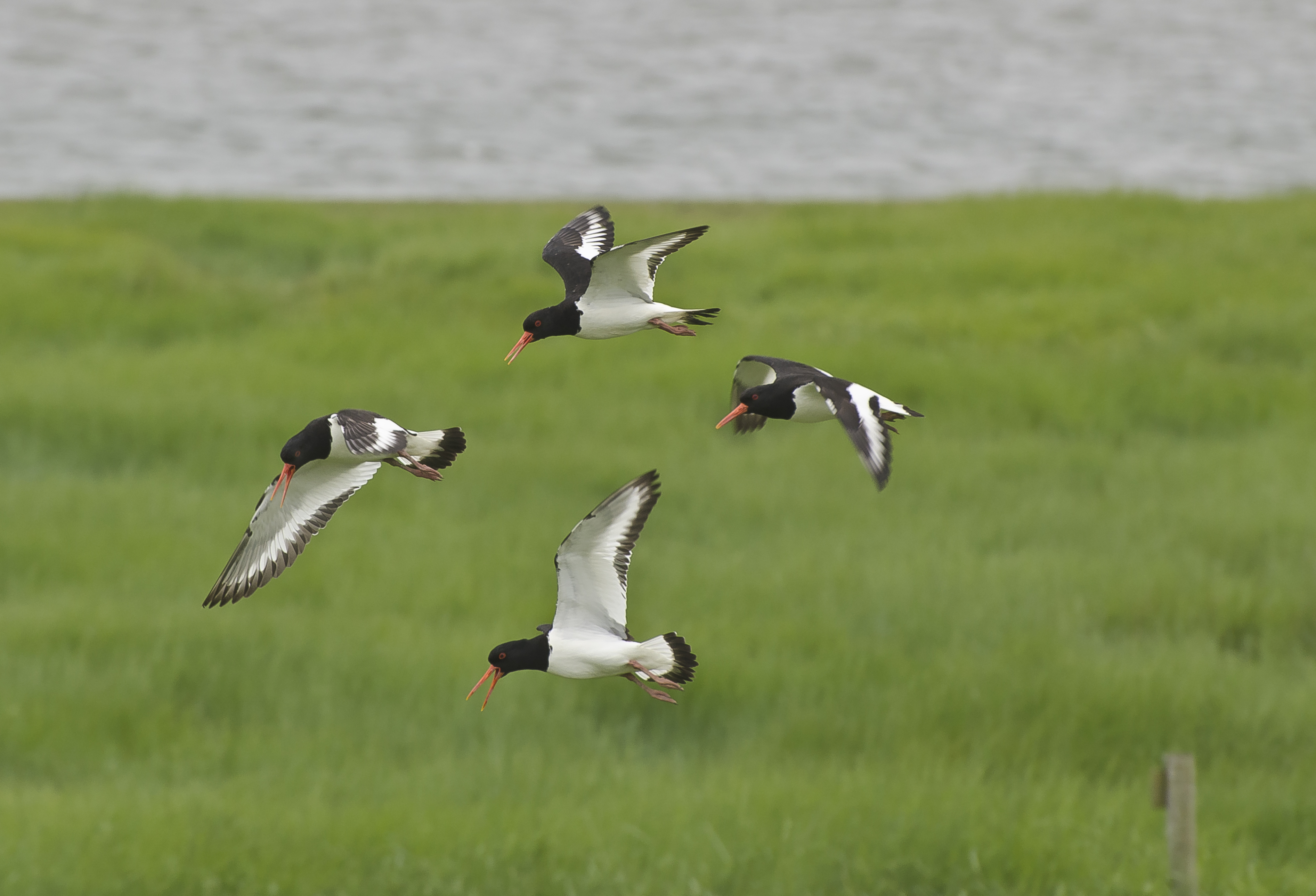
飛行中的四隻成鳥（漢堡哈利格，北非里西亞群島）
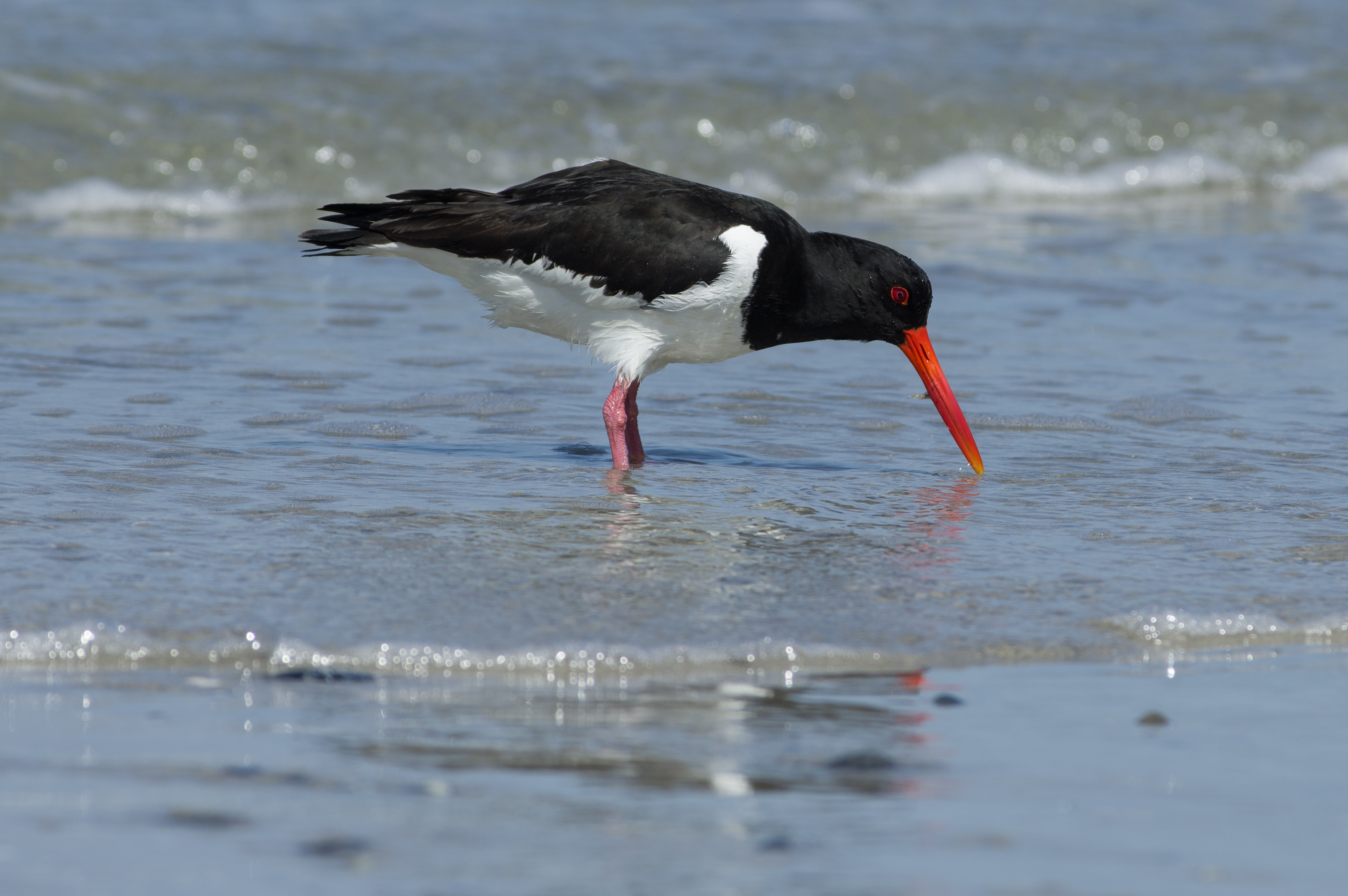
黑爾戈蘭島
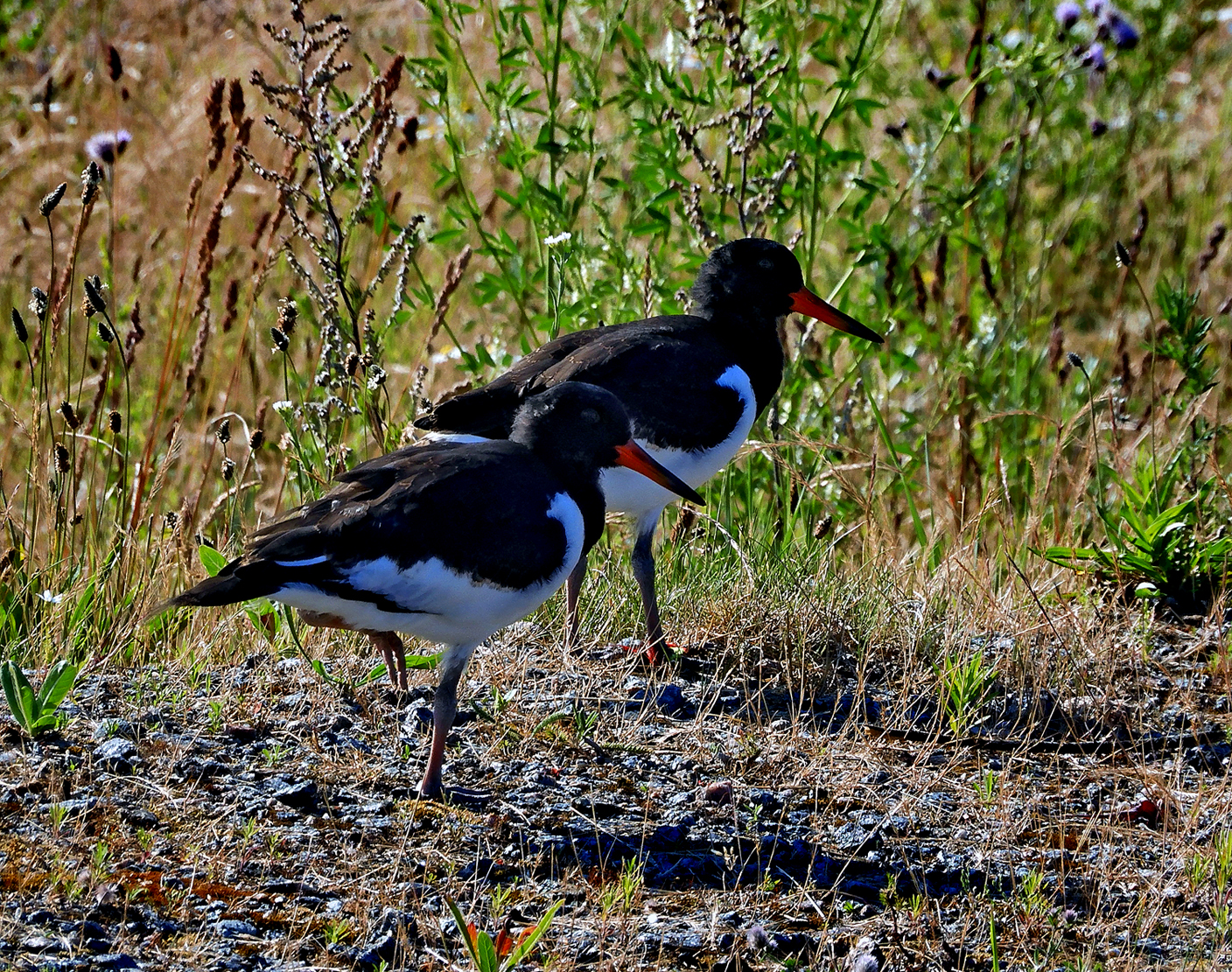
僅三週大，已準備好飛行。